# Shichinohe (Aomori)
Shichinohe (七戸町 Shichinohe-machi?) es un pueblo localizado en la prefectura de Aomori, Japón. En octubre de 2018 tenía una población de 14.974 habitantes y una densidad de población de 44,4 personas por km². Su área total es de 337,23 km².

## Geografía

### Municipios circundantes
- Prefectura de Aomori
  - Aomori
  - Towada
  - Tōhoku
  - Hiranai

## Demografía
Según datos del censo japonés, la población de Shichinohe ha disminuido en los últimos años.
| Año del censo | Población |
| ------------- | --------- |
| 1995          | 20.209    |
| 2000          | 19.357    |
| 2005          | 18.471    |
| 2010          | 16.759    |
| 2015          | 15.709    |